# Edwards (Misisipi)
Edwards es un pueblo del Condado de Hinds, Misisipi, Estados Unidos. Según el censo de 2000 tenía una población de 1.347 habitantes.

## Demografía
Según el censo de 2000, había 1.347 personas, 461 hogares y 335 familias residiendo en la localidad. La densidad de población era de 311,4 hab./km². Había 505 viviendas con una densidad media de 116,8 viviendas/km². El 20,19% de los habitantes eran blancos, el 78,92% afroamericanos, el 0,15% asiáticos, el 0,07% de otras razas y el 0,67% pertenecía a dos o más razas. El 0,97% de la población eran hispanos o latinos de cualquier raza.
Según el censo, de los 461 hogares en el 32,1% había menores de 18 años, el 32,5% pertenecía a parejas casadas, el 33,0% tenía a una mujer como cabeza de familia, y el 27,3% no eran familias. El 23,0% de los hogares estaba compuesto por un único individuo, y el 10,2% pertenecía a alguien mayor de 65 años viviendo solo. El tamaño promedio de los hogares era de 2,90 personas, y el de las familias de 3,47.
La población estaba distribuida en un 29,6% de habitantes menores de 18 años, un 9,0% entre 18 y 24 años, un 27,8% de 25 a 44, un 21,1% de 45 a 64, y un 12,5% de 65 años o mayores. La media de edad era 34 años. Por cada 100 mujeres había 82,3 hombres. Por cada 100 mujeres de 18 años o más, había 75,6 hombres.
Los ingresos medios por hogar en la localidad eran de 29.231 dólares ($), y los ingresos medios por familia eran 31.786 $. Los hombres tenían unos ingresos medios de 26.094 $ frente a los 19.500 $ para las mujeres. La renta per cápita para la ciudad era de 12.308 $. El 22,5% de la población y el 19,0% de las familias estaban por debajo del umbral de pobreza. El 32,4% de los menores de 18 años y el 18,7% de los habitantes de 65 años o más vivían por debajo del umbral de pobreza.

## Geografía
Según la Oficina del Censo de los Estados Unidos, la localidad tiene un área total de 4,3 km², todos ellos correspondientes a tierra firme.